# Немилов, Юрий Антонович
Юрий Антонович Немилов (1913—1996) — советский учёный в области физики атомного ядра и ядерных реакций, доктор физико-математических наук, профессор. Участник Великой Отечественной войны.

## Биография
Родился в Санкт-Петербурге 16 марта 1913 года.
Окончил Ленинградский государственный университет по специальности электрофизик (1936), работал там же ассистентом кафедры и учился в аспирантуре под руководством И. В. Курчатова. В 1939 г. защитил кандидатскую диссертацию ""Исследования распределения скоростей нейтронов, испускаемых источником радоно-берилий"".
В 1939—1941 гг. инженер на оборонном предприятии.
В 1941—1946 гг. служил в военно-морском флоте и занимался разработками в области радиолокации и радиосвязи кораблей Балтийского флота. Воинское звание – инженер-капитан.
В 1946—1947 гг. научный сотрудник ФТИ АН СССР.
Далее работал в Радиевом институте, в 1947—1986 гг. зав. циклотронной лабораторией, с 1986 по 1996 г. старший научный сотрудник.
В 1957 г. создал в ЛГУ кафедру ядерных реакций и был её заведующим до 1987 года, когда его сменил П. П. Зарубин.
Разработав метод одновременного анализа спектров и угловых распределений продуктов ядерных реакций, получил с помощью первого в Европе циклотрона У-120 развёрнутые результаты по ядерной спектрометрии для характеристики механизма ядерных реакций.
Умер в 1996 году, похоронен на Волковском кладбище.
Семья: жена, двое детей.

## Награды
Награждён именной премией Совета Министров СССР, орденами Красной Звезды и Отечественной войны II степени, медалями «За оборону Ленинграда», «За победу над Германией».

## Сочинения
- Магнитный спектрограф с большой светимостью [Текст] / Л. М. Солин, Ю. А. Немилов, В. Ф. Литвин [и др.]. - Ленинград : [б. и.], 1974. - 13 с. : ил.; 21 см. - (Препринт/ Радиевый ин-т им. В.Г. Хлопина; РИ-27).
- Поиск асимметричного деления висмута ?-частицами вблизи порога [Текст] / И. М. Кукс, Ю. А. Немилов, В. А. Николаев [и др.]. - Ленинград : [б. и.], 1976. - 14 с. : ил.; 21 см. - (Препринт/ Радиевый ин-т им. В. Г. Хлопина. РИ; 51).
- Предсказания масс нейтронодефицитных ядер / Л. М. Солин, В. Н. Кузьмин, Ю. А. Немилов. - Л. : РИ, 1983. - 12 с. : ил.; 20 см. - (Радиевый ин-т им. В. Г. Хлопина).